# Naisho no Hanashi
"Naisho no Hanashi" (ナイショの話)  é uma música da ClariS, usada como tema de encerramento do anime Nisemonogatari. Foi lançada em 1 de fevereiro de 2012 pela SME Records.

## Desempenho nas paradas
| Parada (2012)                    | Melhor posição |
| -------------------------------- | -------------- |
| Japão Billboard Japan Hot 100    | 6              |
| Japão Singles Semanais da Oricon | 2              |